# Осиповичи I
Осипо́вичи (бел. Асіповічы) — железнодорожная станция в городе Осиповичи Могилёвской области Беларуси.

## История
В 1873 году в составе Либаво-Роменской железной дороги была построена станция Осиповичи. На станции был возведен деревянный вокзал, пакгауз, крытая и открытая платформа и пять деревянных домов для обслуживающего персонала. К станции примыкали однопутные перегоны Осиповичи—Верейцы и Осиповичи—Татарка.
Н. Г. Гарин-Михайловский в очерках «В сутолоке провинциальной жизни» писал о беседе с директором железнодорожного департамента Российской империи, говорившего:

Надо развивать частную инициативу… Мы проводим теперь одну веточку от Осиповичей; если идея её пройдёт, она будет богата последствиями. В двух словах идея такая: ветка создаёт новый груз. Этот груз пройдёт по другим дорогам, ну там до портов, до пунктов сбыта. Чистый доход от этих грузов идёт на погашение затраченных предпринимателями-строителями капиталов. По расчёту выходит, что ветка окупится в пять лет и поступит безвозмездно в казну… Тогда не то, что на десять, на пятьдесят миллионов в год можно будет строить, а в период двадцати лет казна, не затратив ни гроша, будет иметь сеть двести тысяч верст железных дорог.
Во время Великой Отечественной войны на станции Осиповичи член местной подпольной организации железнодорожник Фёдор Андреевич Крылович совершил самую результативную диверсию против немецких оккупантов: в ночь на 30 июля 1943 года двумя заложенными магнитными минами он взорвал эшелон с горючим, от взрыва которого загорелся и взорвался стоящий на соседнем пути эшелон с боеприпасами, которыми следом выведены из строя ещё 2 эшелона (с бронетехникой и продовольствием). Общий ущерб составил 5 паровозов, 28 железнодорожных цистерн с бензином и авиационным маслом, 60 вагонов с боеприпасами, 8 танков (в том числе 5 тигров), 15 бронемашин, 12 вагонов с продовольствием; на станции сгорел также угольный склад и ряд других построек.
В 1952 году было возведено новое здание вокзала. В 1953 году для обеспечения безопасного перехода пассажиров и жителей города через пути в районе вокзала был построен пешеходный мост.
В 2003 году закончен капитальный ремонт вокзала и прилегающей территории.

## Дальнее следование по станции
| № поезда | Маршрут движения         | № поезда | Маршрут движения            |
| -------- | ------------------------ | -------- | --------------------------- |
| 067      | Саратов — Брест          | 068      | Брест — Саратов             |
| 085      | Киев — Минск             | 086      | Минск — Киев                |
| 093      | Одесса — Минск           | 094      | Минск — Одесса              |
| 099/697  | Запорожье/Гомель — Минск | 100/698  | Минск — Запорожье/Гомель    |
| 149      | Минеральные Воды — Минск | 150      | Минск — Минеральные Воды    |
| 301      | Адлер — Минск            | 302      | Минск — Адлер               |
| 371      | Могилёв — Черновцы       | 372      | Черновцы — Могилёв          |
| 383      | Харьков — Барановичи     | 384/632  | Барановичи — Харьков/Гомель |
| 389      | Анапа — Минск            | 390      | Минск — Анапа               |
| 613      | Могилёв — Солигорск      | 614      | Солигорск — Могилёв         |
| 615      | Гомель — Минск           | 616      | Минск — Гомель              |
| 621      | Гомель — Минск           | 622      | Минск — Гомель              |
| 631      | Гомель — Гродно          |          |                             |
| 639      | Калинковичи — Барановичи | 640      | Барановичи — Калинковичи    |
| 647      | Гомель — Минск           | 648      | Минск — Гомель              |
| 649      | Могилёв — Брест          | 650      | Брест — Могилёв             |
| 659      | Могилёв — Минск          | 660      | Минск — Могилёв             |
| 669      | Гомель — Минск           | 670      | Минск — Гомель              |
| 741      | Жлобин — Минск           | 742      | Минск — Жлобин              |
| 743      | Бобруйск — Минск         | 744      | Минск — Бобруйск            |
| 745      | Бобруйск — Минск         | 746      | Минск — Бобруйск            |

Звёздочкой отмечены поезда, курсирующие только в летний период.

## Пассажиропоток
В среднем в сутки с вокзала станции Осиповичи отправляется 2624 пассажира, из них в пригородном сообщении 2333 пассажира, во внутриреспубликанском и международном сообщении 291 пассажир.